# بلاكبيرن للطائرات
بلاكبيرن للطائرات (بالإنجليزية: Blackburn Aircraft)‏ بلاكبيرن للطائرات المحدودة، هي شركة طائرات بريطانية، تأسست في عام 1914. ويقع مقرها في إيست رايدينج أوف يوركشير، يوركشاير. وكانت الشركة تركز بشكل رئيسي على الطائرات الحربية والبحرية خلال الجزء الأول من القرن 20. .